# Zii
Zii è il settimo album di Dvar pubblicato nel 2008.
Con questo album avvengono molti cambiamenti nel gruppo; con le raccolte Highlights of Lightwave I e II hanno cambiato nuovamente l'etichetta ed ora pubblicano per la Art Music, cambia la grafica che aveva contraddistinto gli album fino a questo momento, infatti il booklet è disegnato con uno stile fumettistico e raffigura i componenti del gruppo in forma di ape umanoide.
Fatto ancora più importante è la presenza di un terzo membro che si aggiunge ai due storici, viene indicata perfino nel libretto la formazione con i relativi strumenti suonati. In questo modovengono resi noti i nomi, o meglio, gli pseudonimi del trio: General Bee, Bee Warrior e Bee Girl. Non manca la consueta nota “All music & texts inspired by DVAR” “2006”.
Il 1º aprile 2014 il canale YouTube dell'etichetta discografica Monopoly Records ha messo a disposizione degli utenti un video ad immagine fissa con la traccia audio "Greih" remixata dal rapper inglese Dizzee Rascal; contemporaneamente sono stati messi sul sito Bandcamp del gruppo due brani remixati dal rapper inglese, oltre al già citato "Greih" anche "Zag' zagah", quest'ultimo con la collaborazione al remix di Capleton, musicista reggae giamaicano.

## Il disco
Sono le sonorità a subire il cambiamento più evidente, questo nuovo lavoro combina ritmi dancehall e strane melodie chiptune con cupe atmosfere synth pop e qualche fuggevole reminiscenza neoclassica.
Essendo da sempre l'ape uno dei simboli predominanti di Dvar, l'album è dedicato alle api morte a causa della Varroa destructor, acaro parassita di questi insetti.

## Tracce
1. Vah raii uvah – 3:15
2. Zag' zagah – 2:45
3. Miaahu piaahu – 2:38
4. Naa – 3:10
5. Greih – 2:58
6. Yo-hor – 3:08
7. Zhaka taka – 3:00
8. Habi tabi – 4:39
9. Yoffi! – 3:06
10. Maaqwai – 3:41
11. Ko ki ki – 2:54
12. Taana havaynah – 4:13
13. Greih (Dvar vs Dizzee Rascal mix) – 2:57 – (solo in formato digitale sul sito Bandcamp del gruppo)
14. Zag'zagah (Dvar vs Dizzee & Capleton mix) – 2:30 – (solo in formato digitale sul sito Bandcamp del gruppo)

## Formazione
- General Bee - voce, batteria, tabla, percussioni
- Bee Warrior - tastiere, organi, vibrafoni, Commodore 64, Atari ST controller
- Bee Girl - tastiere, guitar loop, seconda voce